# Waiting
Waiting (рус. Ожидание) — дебютный студийный альбом американской пост-хардкор-группы Thursday, вышедший в декабре 1999 года на лейбле Eyeball Records. Альбом был спродюсирован Сэлом Вильянуэва. Фотографии в буклете и на обложке альбома сделаны Дэнисом Кили, дядей Тома Кили.

## Песни
Песня «Porcelain» — дань и призыв к действию в отношении самоубийства. Кевин, лучший друг Джеффа Рикли, совершил самоубийство вскоре после переезда в Сан-Франциско, страдающего от шизофрении. Он покончил с собой, потому что в то время в Сан-Франциско не было бесплатной горячей линии по самоубийству, и он не смог ни с кем поговорить. Песня «Ian Curtis» была названа в честь вокалиста британской пост-панк-группы Joy Division; ещё одна жертва самоубийства, Иэн Кёртис повесился в своем доме в Макклсфилде 18 мая 1980 года. Песня содержит много отсылок на песню Joy Division, в первую очередь «Love Will Tear Us Apart».
Песня «Dying in New Brunswick» была написана Джеффом Рикли о его подруге, которая переехала в Нью-Брансуик и была там изнасилована. Текст песни рассказывает о том, как он ненавидел город за то, что произошло, и как он чувствовал, что умирает всякий раз, когда был там.

## Переиздание в 2015 году
В честь 15-летия альбома Waiting лейбл Джеффа Рикли, Collect Records, переиздал альбом 24 марта 2015 года. Альбом был заново сведён, был полностью изменён дизайн обложки и содержал три бонус-композиции: демо-версии песен «This Side of Brightness» и «Dying in New Brunswick», а также дополнительную песню «Mass as Shadows», последняя входит в треклист мини-альбома 1999 Summer Tour EP. Альбом вышел в форматах CD и 180-граммовой 12" пластинки. Специально для промоушена альбома был выпущен лирический видеоклип на песню «Where the Circle Ends».

## Критика
Альбом, в целом, был отрицательно оценён музыкальными критиками. Дейви Бой из Sputnikmusic поставил альбому 2,0 по пятибалльной шкале, написав: «сочинительский и музыкальный потенциал очевиден, однако дебют омрачняется сырым звучанием и короткой длительностью, которая включает в себя слишком много повторений». Punknews.org оценил альбом в 2,5 из 5, отметив слабый, по сравнению со следующими релизами, вокал, и короткую продолжительность альбома.
Том Форгет из AllMusic положительно оценил альбом, отметив, что, хотя группа не довела свой стиль до совершенства, она продемонстрировала прекрасный старт.

## Список композиций
Все тексты написаны Джеффом Рикли, вся музыка написана группой Thursday.
| №                   | Название                  | Длительность |
| ------------------- | ------------------------- | ------------ |
| 1.                  | «Porcelain»               | 4:40         |
| 2.                  | «This Side of Brightness» | 3:35         |
| 3.                  | «Ian Curtis»              | 3:47         |
| 4.                  | «Introduction»            | 1:58         |
| 5.                  | «Streaks in the Sky»      | 4:30         |
| 6.                  | «In Transmission»         | 3:41         |
| 7.                  | «Dying in New Brunswick»  | 4:06         |
| 8.                  | «The Dotted Line»         | 4:19         |
| 9.                  | «Where the Circle Ends»   | 3:11         |
| Общая длительность: | Общая длительность:       | 33:47        |

| №                   | Название                         | Длительность |
| ------------------- | -------------------------------- | ------------ |
| 10.                 | «This Side of Brightness» (Демо) | 3:33         |
| 11.                 | «Dying in New Brunswick» (Демо)  | 3:56         |
| 12.                 | «Mass as Shadows»                | 6:34         |
| Общая длительность: | Общая длительность:              | 44:50        |

## Участники записи
| Thursday - Джефф Рикли — вокал - Том Кили — соло-гитара - Билл Хэндерсон — ритм-гитара - Тим Пэйн — бас-гитара - Такер Рул — барабаны | Производственный персонал - Сэл Вильянуэва — продюсер, звукорежиссёр - Алан Доуш — мастеринг - Тим Джиллс — мастеринг - Дэнис Кили — дизайн обложки, фотограф - Чарльз Ньюман — звукорежиссёр |